# 후지타 니콜
후지타 니콜(일본어: 藤田 ニコル 후지타 니코루[*], 1998년 2월 20일~)은 일본의 모델 겸 배우이다.

## 약력
- 2009년 제 13회 니콜라 모델 오디션에서 우승을 차지하며 모델로 데뷔, 졸업 후 2017년까지 popteen에 전속 모델로서 재적하면서 인기 모델로 성장하여 중고생의 워너비 모델로 알려지게 된다. 현재는 패션 잡지 vivi의 전속 모델로 활동 중이다.
- 이러한 인기에 힙입어 연예계에서도 활동하게 되고 2016년 후지TV에서 방영된 드라마 좋아하는 사람이 있다는 것에 출연하며 8월 3일에는 가수로 데뷔.
- 2018년에는 본인의 의류 브랜드인 니코론을 넌칭하고 2019년에는 유튜브 채널을 개설하여 50만명이 넘는 구독자를 보유하고 있다.

## 인물
- 러시아와 폴란드 혼혈인 아버지와 일본인 어머니 사이에서 태어난 혼혈인이다.
- 취미는 그림그리기,배드민턴. 특기는 단거리 경주.
- 3살까지 뉴질랜드에서 살다가 부모님의 이혼으로 일본으로 이주하여 사이타마현 토다시에서 성장했다.
- 아버지가 다른 남동생이 한 명 있다.
- 미카미 유아와 매우 친하며 VOCALOID 곡인 Booo!의 뮤직 비디오를 촬영하기도 했다.
- 배우 이나바 유와의 열애설이 났다. 2023년 8월 4일 공식 트위터를 통해 결혼 소식을 보고하였다.
- 단역 성우로 출연하기도 했다. 2018년 10월 8일 방영된 애니메이션 포켓몬스터 썬&문 91화 에피스도에서는 암컷 피카츄 꾸린짱의 목소리를 맡았으며, 11월 11일 방영된 에피소드에서도 포곰곰 목소리를 맡았다.